# Squelettochronologie
La squelettochronologie est une méthode scientifique qui pour le biologiste permet l'estimation de l'âge des vertébrés. Elle est fondée sur les marques naturelles répétitives que forment les tissus osseux lors de leur croissance. La squelettochronologie est ainsi un peu pour les vertébrés ce que la dendrochronologie est pour les arbres.

## Principe
La squelettochronologie est utilisée sur les dents ou les os. On utilise de préférence des os longs mais les plats conviennent aussi. De bonnes connaissances en histologie osseuse permettent un résultat fiable de l'analyse des os.
Les marques de croissance squelettiques présentent en effet une croissance discontinue. Ces variations momentanées de vitesse de l'ostéogenèse peuvent être causées par de nombreux facteurs extérieurs, notamment climatiques, saisonniers, hormonaux, morphologiques, etc
.